# Medaglia Alvar Aalto
La medaglia Alvar Aalto è un premio assegnato dalla Associazione finlandese degli architetti ed intitolato ad Alvar Aalto.
Il premio è assegnato come riconoscimento al significativo contributo in campo architettonico. Il premio è spesso assegnato all'Alvar Aalto Symposium, che si tiene ogni quattro anni a Jyväskylä, città natale di Aalto.

## Vincitori
- 1967 -  Alvar Aalto
- 1973 -  Hakon Ahlberg
- 1978 -  James Stirling
- 1982 -  Jørn Utzon
- 1985 -  Tadao Andō
- 1988 -  Álvaro Siza
- 1992 -  Glenn Murcutt
- 1998 -  Steven Holl
- 2003 -  Rogelio Salmona
- 2009 -  Tegnestuen Vandkunsten
- 2012 -  Paulo David
- 2015 -  Fuensanta Nieto y Enrique Sobejano
- 2017 -  Zhang Ke
- 2020 -  Bijoy Jain (Mumbai Studio)
- 2024 -  Marie-José Van Hee